# 아이돌타임 프리파라
아이돌타임 프리파라는 아케이드 비디오 게임 프리파라를 원작으로 한 TV 애니메이션 제 2시리즈이다.

## 등장인물
오오칸다 글로리아(일본어: 大おお神かん田だ グロリア) (글로리아)
성우 - 타카노 우라라 (김옥경)
마나카 라라(일본어: 真中まなか らぁら) (라라)
성우 - 아카네야 히미카 (김현지)
(논의 언니)

미나미 미레이(일본어: 南みなみ みれぃ) (미래)
성우 - 세리자와 유우 (박신희)

호조 소피(일본어: 北条ほうじょう そふぃ) (소피)
성우 - 쿠보타 미유 (이재현)
(코스모의 동생)
토도 시온(일본어: 東堂とうどう シオン) (시온)
성우 - 야마키타 사키 (배정미)

도로시 웨스트(일본어: ドロシー・ウェスト) (도로시)
성우 - 시부야 아즈키 (이명희)
(레오나의 가족)

레오나 웨스트(일본어: レオナ・ウェスト) (레오나)
성우 - 와카이 유우키 (배주영)
(도로시의 가족)
쿠로스 아로마(일본어: 黒須くろす あろま)
성우 - 마키노 유이 (서유리)

시라타마 미캉(일본어: 白玉しらたま みかん)
성우 - 와타나베 유이 (여윤미)

가루루(일본어: ガァルル)
성우 - 사나다 아사미 (김현지)
파루루(일본어: ファルル)
성우 - 아카사키 치나츠 (서지연)

미도리카제 후와리(일본어: 緑風みどりかぜ ふわり) (하이디)
성우 - 사토 아즈사 (김서영)

시쿄인 히비키(일본어: 紫京院しきょういん ひびき) (그레이)
성우 - 사이가 미츠키 (안영미)
마나카 논(일본어: 真中まなか のん) (논)
성우 - 타나카 미나미 (안영미)
(라라의 동생)

츠키카와 치리(일본어: 月川つきかわ ちり) (민트)
성우 - 오오모리 니치카 (우정신)

타이요우 페퍼(일본어: 太陽たいよう ペッパー) (페퍼)
성우 - 야마시타 나나미 (양정화)
나베시마 챵코(일본어: 鍋島なべしま ちゃん子) (호순)
성우 - 아카사키 치나츠 (이명희)

호조 코스모(일본어: 北条ほうじょう コスモ) (코스모)
성우 - 야마모토 노조미 (안영미)
(소피의 언니)

키키 아지미(일본어: 黄木きき あじみ) (아티)
성우 - 우에다 레이나 (여윤미)
유메카와 유이(일본어: 夢ゆめ川かわ ゆい) (유이)
성우 - 다테 아리사 (서지연)
(하루의 누이)

니지이로 니노(일본어: 虹にじ色いろ にの) (니노)
성우 - 타이치 요우 (강시현)

코우다 미치루(일본어: 幸こう多だ みちる) (미루)
성우 - 야마다 유이나 (배정미)
유메카와 쇼고(일본어: 夢ゆめ川かわ ショウゴ) (하루)
성우 - 야마시타 세이이치로 (김현욱)
(유이의 오빠)

미타카 아사히(일본어: 三み鷹たか アサヒ) (태양)
성우 - 코바야시 타츠유키 (남도형)

타카세 코요이(일본어: 高たか瀬せ コヨイ) (노을)
성우 - 츠치다 레이오 (이규창)
파라라 알 람(일본어: ファララ・ア・ラーム)
성우 - 사토 아즈사 (민아)

가라라 슬 립(일본어: ガァララ・ス・リープ)
성우 - 쿠로사와 토모요 (강은애)
쿠마(일본어: クマ) (곰탱)
성우 - 스즈키 치히로 (전태열)

우사기(일본어: ウサギ) (토깽)
성우 - 테라시마 타쿠마 (남도형)

유니콘(일본어: ユニコン)
성우 - 오오타니 이쿠에 (김서영)

네코(일본어: ネコ) (고냥)
성우 - 콘노 히로미 (이재현)

토리코(일본어: トリコ) (짹)
성우 - 아이카와 리카코 (김옥경)

햄(일본어: ハム) (햄스타)
성우 - 후루카와 마코토 (이규창)

우사쨔(일본어: ウサチャ) (토순)
성우 - 모로호시 스미레 (이명희)

푸니콘(일본어: プニコン) (프니콘)
성우 - 야마키타 사키 (배주영)

츄페(일본어: チュッペ) (츄펫)
성우 - 세리자와 유우 (민아)

피츠지(일본어: ピツジ) (피츠)
성우 - 시부야 아즈키 (양정화)

포왕(일본어: ポワン)
성우 - 쿠보타 미유 (이명희)

파쿠(일본어: パック) (팩)
성우 - 와카이 유우키 (강은애)

페제드 신(일본어: ペジェド神)
하나노조 미아(일본어: 華はな園ぞの みあ) (아미)
성우 - 오오쿠보 루미 (여윤미)
하나노조 슈카(일본어: 華はな園ぞの しゅうか) (슈카)
성우 - 아사히나 마도카 (양정화)
| 화수       | 우리말 제목                             | 방송일           |
| ---------- | --------------------------------------- | ---------------- |
| 1화        | 유이블리 아이돌 시작했습니다!?          | 2019년 2월 22일  |
| 2화        | 열심히 파라, 아이돌!                    | 2019년 3월 1일   |
| 3화        | 유이블리 메이킹 드라마!                 | 2019년 3월 8일   |
| 4화        | 안녕, 프리! 미래랍니다!                 | 2019년 3월 15일  |
| 5화        | 프니콘의 매니저 수행이다, 곰!           | 2019년 3월 22일  |
| 6화        | 유이블리! 남프리 잠입!                  | 2019년 3월 29일  |
| 7화        | 도도한 소피언니의 등장!                 | 2019년 4월 5일   |
| 8화        | 밥을 노려라!                            | 2019년 4월 12일  |
| 9화        | 변신 스튜디오 시작했거든!               | 2019년 4월 19일  |
| 10화       | 보조 아이돌 시작합니다!                 | 2019년 4월 26일  |
| 11화       | 던져라! 아이돌 타임 그랑프리!           | 2019년 5월 3일   |
| 12화       | 쳐라! 아이돌 타임 그랑프리!             | 2019년 5월 10일  |
| 13화       | 프리파라로 돌아왔습니다!?               | 2019년 5월 17일  |
| 14화       | 가로마겟돈이 왔도다!                    | 2019년 5월 24일  |
| 15화       | 미루공주님과 미루                       | 2019년 5월 31일  |
| 16화       | 저 지옥을 향해 작별 인사를...           | 2019년 6월 7일   |
| 17화       | 아이돌 물건 찾기 시합입니다!            | 2019년 6월 14일  |
| 18화       | 그랑프리! 승리를 향해 에스코트!         | 2019년 6월 21일  |
| 19화       | 떠나라 아이돌이여! 렛츠 We go!          | 2019년 6월 28일  |
| 20화       | 유이의 생일을 축하합니다!               | 2019년 7월 5일   |
| 21화       | 두근두근! 오싹한 국수마을               | 2019년 7월 12일  |
| 22화       | 프리파리 수영장에서 대결!               | 2019년 7월 19일  |
| 23화       | 지옥 아이돌 시작했습니다!?              | 2019년 7월 26일  |
| 24화       | 시온 선배, 승부입니다!                  | 2019년 8월 2일   |
| 25화       | 꿈 속의 시간여행                        | 2019년 8월 9일   |
| 26화       | 힘내라 미루!                            | 2019년 8월 23일  |
| 27화       | 제가 바로 슈카랍니다!                   | 2019년 11월 3일  |
| 28화       | 일~등이 나타났다!                       | 2019년 11월 10일 |
| 29화       | 그랑프리 대결!                          | 2019년 11월 17일 |
| 30화       | 가라라랑 팩이 꿈을 덥썩!                | 2019년 11월 24일 |
| 31화       | 부활! 파라라 알람!                      | 2019년 12월 1일  |
| 32화       | WITH와 함께 프리프리 페스티벌           | 2019년 12월 8일  |
| 33화       | 가라라 탑의 비밀입니다!                 | 2019년 12월 15일 |
| 34화       | 가라라의 숲                             | 2019년 12월 22일 |
| 35화       | 미루의 꿈                               | 2019년 12월 29일 |
| 36화       | 상상 금지! 합숙 대위기!                 | 2020년 1월 5일   |
| 37화       | 그랑프리를 뛰어넘어라!                  | 2020년 1월 12일  |
| 38화       | 메리 크리스마스★                        | 2020년 1월 19일  |
| 39화       | 연말에는 바바 대청소!                   | 2020년 1월 26일  |
| 40화       | 동우 상점가 퀴즈대회!                   | 2020년 2월 2일   |
| 41화       | 슈카와 가라라!                          | 2020년 2월 9일   |
| 42화       | 나의 친구에게!                          | 2020년 2월 16일  |
| 43화       | 니노, 불타오릅니다!                     | 2020년 2월 23일  |
| 44화       | 미루님이라고 부르거라!                  | 2020년 3월 1일   |
| 45화       | 대결! 유이 vs 슈카                      | 2020년 3월 8일   |
| 46화       | 시간을 넘어서 마이 드림!                | 2020년 3월 15일  |
| 47화       | 팩 때문에 패닉! 대소동!                 | 2020년 3월 22일  |
| 48화       | 라라에게 닿아라!                        | 2020년 3월 29일  |
| 49화       | 신급 아이돌의 탄생!?                    | 2020년 4월 5일   |
| 50화       | 꿈의 날개로 날아라, 마이 드림!          | 2020년 4월 12일  |
| 최종화(51) | 모~두 모여라! 아이돌을 시작할 시간이야! | 2020년 4월 19일  |

## 한국판
- 수입, 배급 - 동우A&E